# Яванцы в Суринаме
Яванцы в Суринаме (нидерл. Javaanse Surinamers), или суринамские яванцы — этническая группа лиц яванского происхождения, проживающая на территории Суринама. Первые яванцы прибыли в страну в конце XIX века в качестве рабочих по приглашению местной колониальной администрации из Нидерландской Ост-Индии. По вероисповеданию — христиане, мусульмане и сторонники традиционного культа кьявен. Говорят на нидерландском языке, языке сранан-тонго и суринамском диалекте яванского языка. Численность суринамских яванцев в Суринаме, Нидерландах и Франции составляет около ста тысяч человек.

## История
После отмены рабства на плантациях в Суринаме возник спрос на рабочую силу. В 1890 году Нидерландское торговое Общество, владевшее плантацией Мариенбург, решило привлечь к работе по контракту яванцев из Нидерландской Ост-Индии. До этого контракты заключались с рабочими индийцами из Британской Индии, которые трудились в сельскохозяйственном секторе и на фабриках. 9 августа 1890 года в Парамарибо прибыли первые трудовые мигранты-яванцы. К 1894 году колониальная администрация занялась набором рабочей силы из числа яванцев. Их привозили на кораблях небольшими группами из Нидерландской Ост-Индии в Нидерланды, а оттуда в Парамарибо. Транспортировка яванцев до 1914 года (за исключением 1894 года) велась в два этапа через Амстердам.
Большая часть мигрантов происходила из деревень в Центральной и Восточной Явы. Пунктами отправления для них были Батавия (ныне Джакарта), Семаранг и Танджонг-Приок. Завербованные рабочие с семьями ожидали переезда в депо, где их сначала осматривали и регистрировали, а потом подписывали с ними контракт.
Иммигрантов набирали для работы на плантациях. Исключением стала группа из семидесяти семи человек, которых в 1904 году набрали специально для работы на колониальной железной дороге. С началом Первой мировой войны яванцев в Суринаме стали принимать рабочими на добыче бокситов в Мунго. Иммиграция яванцев продолжалась до 13 декабря 1939 года. Начало Второй мировой войны разрушило схему их транспортировки.
В общей сложности в Суринам прибыли 32 965 мигрантов-яванцев. В 1954 году 8 684 яванца вернулись в Индонезию, остальные остались. По переписи 1972 года в Суринаме проживало 57 688 яванцев. В 2004 году их насчитывалось уже 71 879 человек, и ещё более 60 000 человек имели частичное яванское происхождение.
В 1953 году большая группа яванцев из трёх ста семей (1 200 человек) вернулась в Индонезию. Они намеревались обосноваться на Яве или Лампанге, но правительством Индонезии расселило их на западе Суматры. Репатрианты основали деревню Тонгасс к северу от Паданга. Несмотря на то, что они были христианами, у них установились тесные контакты с минангкабау, которые исповедуют ислам. Нынешнее поколение репатриантов осознаёт себя больше индонезийцами, чем суринамцами, но поддерживает контакты с родственниками и друзьями в Суринаме и Нидерландах.
В 1970-е годы около 25 000 суринамских яванцев эмигрировали в Нидерланды. Они поселились в основном в городах и их пригородах, таких, как Гронинген, Амстердам, Гаага, Роттердам и Зутермер. Суринамские яванцы хорошо интегрированы в нидерландское общество, но сохраняют свою яванскую идентичность через ассоциацию и регулярно организуемые встречи. У большинства из них до сих пор есть родственники в Суринаме, которым они оказывают материальную поддержку. Многие регулярно посещают Суринам.

## Известные представители
- Аматмукрим, Карин[англ.] (род. 1976), писательница
- Асморедъо, Рейньер[англ.] (род. 1962), художник
- Атмодикоро, Мартен[англ.] (род. 1971), футболист
- Бандъар, Сигурни (род. 1984), футболист
- Иродикромо, Сукидъан[нидерл.] (род. 1945), керамист
- Йамалудин, Рихана[нидерл.] (род. 1949), писательница
- Кромовидьойо, Раноми (род. 1990), пловчиха
- Мустадъа, Суварто[англ.] (род. 1949), политик
- Сумита, Вилли[англ.] (род. 1936), политик
- Суроредъо, Виргил[англ.] (род. 1985), игрок в бадминтон
- Сомохардъо, Пол[англ.] (род. 1943), политик
- Вонгсодикромо, Митчел[англ.] (род. 1985), игрок в бадминтон